# Varlungo

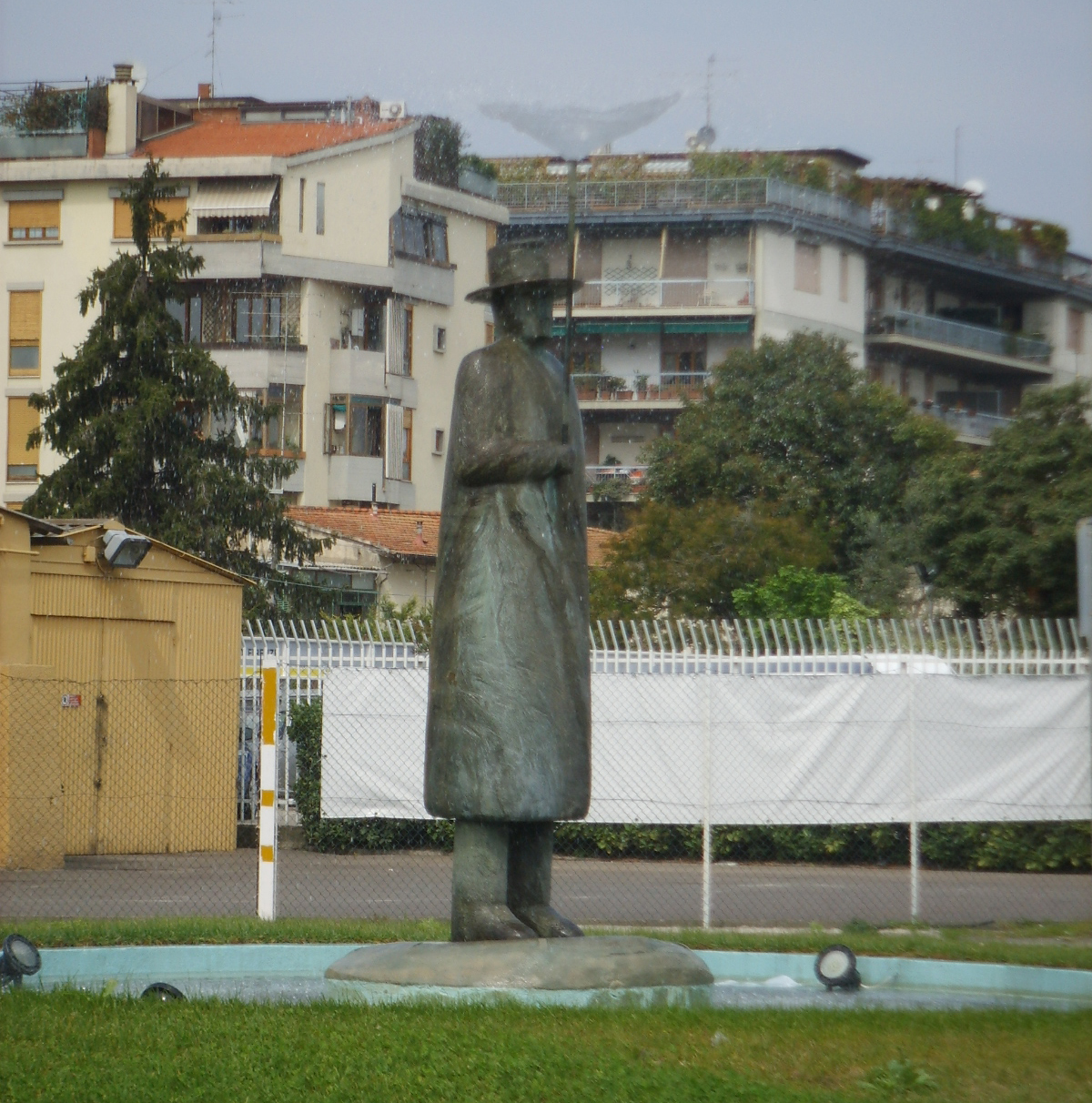
La Fontana dell'Uomo della Pioggia

Varlungo è una zona del quartiere 2 di Firenze, all'estremo oriente della città, vicino al confine comunale con Fiesole.

## Storia
Il nome della zona deriva da "Vadum Longum" ("guado lungo"), e indica un punto in cui era possibile attraversare l'Arno: la nascita di un borghetto dovrebbe quindi risalire all'epoca romana, anche se nei paraggi non vi è traccia di centuriazione (presente invece fino al torrente Mensola sulla sponda sinistra). Inoltre qui doveva passare una strada che lungo il fiume finiva per congiungersi alla Via Cassia. Frequenti straripamenti del fiume modificarono la configurazione della zona, che dopotutto non possedeva nemmeno argini in grado di arrestarle minimamente. Dovette spopolarsi e ripopolarsi a più riprese. 
Nel 777 "Vadum Longum" è citato per la prima volta in un documento, una carta in cui Carlo Magno concedeva all'abbazia di Nonantola alcune terre della zona, comprendenti una fattoria fortificata. Nell'823 sbarcarono qui alcuni barbari che fecero un'incursione a Fiesole, per assaltare e distruggere la cattedrale: ciò testimonia come anticamente il fiume fosse tranquillamente navigabile. Di nuovo la zona è citata in un atto notarile del 1090 e poi, dal 1107, in diverse carte del monastero di San Cassiano a Montescalari, dei Vallombrosani. Dal Mille dovette iniziare la costruzione di pescaie e steccati per regolare gli argini e ottenere vivai ittici, nonché facilitare l'irrigazione delle terre circostanti. 
Nel 1276 si trova la prima menzione della chiesa di San Pietro a Varlungo, forse di origine longobarda, nel piviere di Ripoli e infatti fino all'inizio del Novecento la zona ha fatto parte del comune di Bagno a Ripoli.
La zona di Varlungo era ricca di ville e castelli di importanti famiglie fiorentine, tra cui i Conti Guidi, i Caponsacchi, gli Albizi, i Panciatichi, i Montelatici, i Bracci, gli Strozzi e i Pazzi. La via Aretina, aperta nel 1320 facilitò notevolmente i traffici tra città e questa parte di contado. Il borghetto di Varlungo comunque, e i suoi numerosi agglomerati di case satelliti, vennero tagliati fuori dalla nuova direttrice, che si era allontanata dal fiume per evitare i danni per i frequenti straripamenti. I mulini della zona vennero distrutti da alluvioni nel 1380, nel 1415 e nel 1453 prima di venire praticamente abbandonati. Di nuovo nel 1502 e nel 1504 l'Arno straripò a Varlungo e in quell'occasione la Signoria incaricò Leonardo da Vinci di studiare un rimedio, del quale rimane il disegno di una carta del fiume tra Varlungo e Rovezzano oggi alla Royal Library del Castello di Windsor.
Ancora nel 1621 e nel 1647 si ebbero due gravi alluvioni, che portarono a una serie di progetti per alzare le pescaie e i mulini, attuate soprattutto nel secolo successivo.
Il nome di Varlungo ha suscitato facezie, come la celebre novella del Decameron.

## Infrastrutture e trasporti
Opera essenziale in virtù della presenza, a partire dal 1920, della fabbrica FILA che comportò l'afflusso di una notevole presenza operaia, Varlungo ospitava un'importante fermata nonché una sottostazione elettrica della rete tranviaria di Firenze, la quale venne completamente smantellata entro il 1958. La località, assieme a Rovezzano, era servita dalla linea 10 e, a partire dal 1927, dalla linea 22 che da piazza Duomo si inoltrava fino agli abitati di Bellariva. Dal 1939 venne deciso di affiancare a questa la linea 30 rosso, prolungata da Bellariva a Careggi.